# Gabriela Agúndez

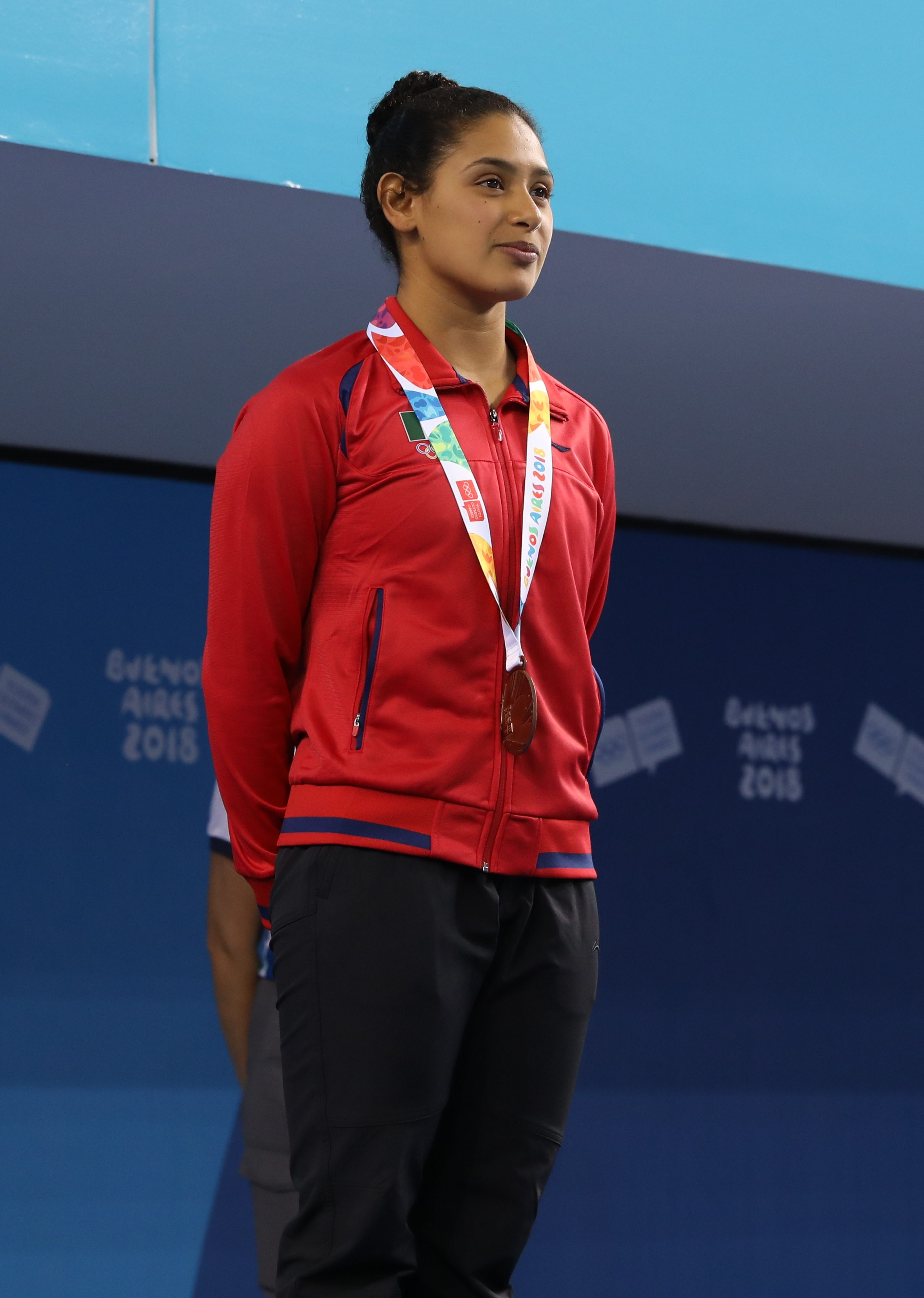
Gabriela Agúndez bei den Olympischen Jugendspielen 2018

Gabriela Belem Agúndez García (* 4. August 2000 in La Paz, Baja California Sur), auch bekannt als Gaby Agúndez, ist eine mexikanische Wasserspringerin, die 2021 eine olympische Bronzemedaille im Synchronspringen gewann.

## Sportliche Karriere
Gabriela Agúndez nahm 2013 erstmals an Grand-Prix-Veranstaltungen des Weltverbands FINA teil. 2014 gewann sie bei den Zentralamerika- und Karibikspielen die Bronzemedaille vom Turm und zusammen mit Alejandra Estrella die Goldmedaille im Synchronspringen vom Turm.
2017 nahm Agúndez an den Weltmeisterschaften in Budapest teil und belegte den 15. Platz vom Turm und den neunten Platz im Synchronspringen vom Turm. 2018 ersprang sie die Bronzemedaille vom Turm bei den Zentralamerika- und Karibikspielen. Im gleichen Jahr trat sie auch bei den Olympischen Jugendspielen in Buenos Aires an. Dort wurde sie Fünfte vom Dreimeterbrett und Dritte vom Turm. 2019 nahm sie an den Weltmeisterschaften in Gwangju teil. Vom Turm wurde sie 32., im Synchronspringen vom Turm sprang sie mit Alejandra Orozco auf den neunten Platz. Bei den Panamerikanischen Spielen 2019 in Lima war sie Sechste vom Turm und gewann zusammen mit Alejandra Orozco die Silbermedaille im Synchronspringen vom Turm.
2021 wurden in Tokio die Olympischen Spiele ausgetragen. Im Synchronspringen gewannen Orozco und Agúndez die Bronzemedaille mit einem halben Punkt Vorsprung vor den viertplatzierten Kanadierinnen. Eine Woche später nahmen die beiden Mexikanerinnen auch am Einzelwettbewerb vom Turm teil, Agúndez belegte den vierten Platz, Orozco wurde Sechste.